# La Femme lumineuse
Pour plus de détails, voir Fiche technique et Distribution.
La Femme lumineuse (光る女, Hikaru onna) est un film japonais de Shinji Sōmai, sorti en 1987.

## Synopsis
Sensaku est à la recherche de sa fiancée Kuriko. Sa quête le conduit dans une étrange boîte de nuit, où sont organisés des combats. Sensaku est contraint d'accepter de combattre afin que le patron de la boîte de nuit lui révèle où se trouve Kuriko.

## Fiche technique
- Titre français : La Femme lumineuse[1]
- Titre original : 光る女 (Hikaru onna?)
- Titre anglais : Luminous Woman
- Réalisation : Shinji Sōmai
- Scénario : Yōzō Tanaka, d'après un roman de Haku Kohiyama (ja)
- Photographie : Mutsuo Naganuma (ja)
- Montage : Akira Suzuki (ja)
- Décors : Fumio Ogawa
- Musique : Shigeaki Saegusa
- Société de distribution : Tōhō
- Pays d'origine :  Japon
- Langue originale : japonais
- Format : couleur - 35 mm - 1,85:1
- Genre : drame
- Durée : 118 minutes[2] (métrage : 3 247 m[2])
- Date de sortie :
  - Japon : 24 octobre 1987[2]

## Distribution
- Keiji Mutō : Sensaku Matsunami
- Monday Michiru (en) : Yoshino Koyama
- Narumi Yasuda : Kuriko
- Hide Demon (ja) : Akanuma
- Hitomi Nakahara : Mama

## Distinctions
Sauf indication contraire, les informations mentionnées dans cette section peuvent être confirmées par la base de données cinématographiques IMDb,  présente dans la section « Liens externes ».

### Récompenses
- 1988 : prix du meilleur montage pour Akira Suzuki (ja) et de la révélation de l'année pour Monday Michiru (en) à la Japan Academy Prize[3]
- 1988 : prix Kinema Junpō de la meilleure nouvelle actrice pour Monday Michiru (en)
- 1988 : prix de la meilleure nouvelle actrice pour Monday Michiru (en) au festival du film de Yokohama

### Sélections
- 1987 : en compétition pour la Montgolfière d'or au festival des trois continents
- 1988 : prix de la meilleure musique de film pour Shigeaki Saegusa à la Japan Academy Prize[3]